# Honda XL 250 S
 (septembre 2012).
Si vous disposez d'ouvrages ou d'articles de référence ou si vous connaissez des sites web de qualité traitant du thème abordé ici, merci de compléter l'article en donnant les références utiles à sa vérifiabilité et en les liant à la section « Notes et références ».
La XL 250 S est un modèle de motocyclette de type trail du constructeur japonais Honda. Équipée comme une moto de cross, elle possède les équipements réglementaires lui permettant de circuler sur la route.

## Historique
La XL250, apparue en 1972, a lancé Honda sur la scène montante des trails-bike. En 1974, la CR250M Elsinore est présentée, mais son moteur à deux temps et le fait d'être plus une enduro qu'une véritable trails en feront un échec.
En 1975 Honda reste fidèle au 4 temps avec une nouvelle mouture de la XL, trop lourde pour le tout-terrain (148 kg) elle n'est pas à son aise hors des routes.
C'est dans ce contexte qu'apparaît la gamme XLS (125, 250 et 500). Appelée plus communément XLS ou 250XLS, la XL250S remplace la XL250 en 1978. Plus légère que sa devancière (123 kg), la XLS est un véritable trail, aussi à l'aise dans les chemins que sur route. Le moteur et la partie cycle sont entièrement nouveaux. Ce n'est pas une simple évolution, mais bien un nouveau modèle qu'a proposé Honda.
Elle fait partie de la famille des Honda XL encore en production et en développement. Ses concurrentes japonaises furent la Kawasaki 250 KL à partir de 1978 et la Yamaha 250XT deux ans après.

## Description
La conception de la partie cycle est classique et repose sur des techniques éprouvées de l'époque. Le cadre simple berceau ouvert, que l'on retrouve sur la majorité des trails du moment (et toujours utilisé sur les petites cylindrées de la marque : 125 XLS, NX, CLR, CBF, etc.), n'étant pas un modèle de rigidité en tout-terrain et à rythme soutenu.
La suspension arrière est assurée par un bras oscillant et des combinés inversés (le Prolink, semblable au Cantilever de Yamaha, n'apparaissant que plus tard sur les XLR). Une fourche télescopique non réglable, permettant un débattement de 204 mm, garantit l'amortissement sur chemins cabossés.
Seule entorse aux standards de l'époque, l'énorme roue avant de 23 pouces. Celle-ci, ajoutée aux suspensions à grand débattement, fait culminer la selle à 845 mm de haut (790 avec un pilote de 68 kg selon le manuel d'atelier) et installe la garde au sol à 272 mm de haut. Les obstacles intra et extra urbains n'étant que des formalités aisément franchies.
Il en va différemment aux vitesses supérieures à 80 km/h, la roue avant constituant un gyroscope important ayant pour effet de rendre la direction lourde et difficile à changer de cap.
L'idée fût vite abandonnée par Honda et les modèles suivant équipés de roues 21 pouces. Le choix de pneus dans cette taille étant réduit aujourd'hui (type cross ou trial uniquement en neufs).
La jante arrière est équipée d'un gripster.
À sa sortie, elle n'est disponible qu'en une seule couleur Tahitian Red, agrémentée de filets noir, rouge et jaune. Ce coloris perdurera deux ans. Ces modèles sont reconnaissables entre autres par les caches latéraux plus petits que sur les millésimes suivants.
En 1980, elle est disponible dans un ton de rouge différent, appelé Helios Red. Les filets deviennent rouge, orange et blanc. Les caches latéraux s'agrandissent pour cacher la batterie et la boîte à fumée côté droit et la boîte à air côté gauche.
En 1981, la teinte Monza Red/Black est disponible.

## Motorisation
Les moteurs de la 250XLS et de la 500XLS sont de conception similaire. Le monocylindre 4 temps, incliné de 15°, délivre 21 ch à 7 500 tr/min pour un couple de 2,12 mkg à 6 000 tr/min.
Il est alimenté par un carburateur Keihin de 28 mm de diamètre, type PD04B (PD04A pour les versions françaises 238 cm3 et allemandes 17 ch avec un gicleur principal no 115 au lieu d'un no 120).
Ce moteur utilise une distribution à quatre soupapes, permettant de réduire la masse par soupape et d'obtenir un régime maximum supérieur ainsi qu'un meilleur remplissage du cylindre à haut régime. La majorité des moteurs monocylindres de l'époque utilisaient deux soupapes.
La culasse possède la particularité d'avoir deux conduits d'échappements distincts - ce qui, bien que novateur à l'époque, est devenu plus commun depuis - aboutissant en un collecteur formé de deux tubes se rejoignant sur le côté du moteur.
Les vibrations du moteur sont atténuées par deux équilibreurs entrainés par chaîne. Le démarrage par kick est facilité grâce au décompresseur automatique qui agit sur les soupapes d'échappements lorsque le kick est actionné et le piston au point mort haut.
L'alésage du cylindre en 74 mm est ramené à 72,5 mm pour la France afin de diminuer la cylindrée à 238 cm3 permettant d'échapper à une TVA sur les machines de plus de 240 cm3 (33 % au lieu de 20 % en deçà de cette cylindrée).
Le circuit électrique est en 6 V. L'avance à l'allumage est contrôlée par un mécanisme centrifuge. Un allumage électronique gère le déclenchement de l'étincelle à la bougie.
Les carters moteur possèdent un plan de joint horizontal permettant un démontage aisé de la boîte de vitesses et du vilebrequin. Le système de lubrification ne possède pas de filtre à huile mais seulement un tamis. Le stockage de l'huile est dit à carter humide et emporte 2 litres.
La CB 250 RS reprend la même motorisation que la 250XLS mais avec un circuit électrique en 12 V et un démarreur électrique.